# Macedonia na Letnich Igrzyskach Olimpijskich Młodzieży 2010
Macedonię na Letnich Igrzyskach Olimpijskich Młodzieży 2010 w Singapurze reprezentowało 6 sportowców w 4 dyscyplinach.

## Skład kadry

### Badminton
- Dragana Wołkanowska

### Pływanie
- Marko Błażewski
- Simona Marinowa
- Tijana Tasewska

### Strzelectwo
- Dijana Petrowa

### Tenis
- Stefan Micow